# Mucor falcatus
Mucor falcatus är en svampart som beskrevs av Schipper 1967. Mucor falcatus ingår i släktet Mucor och familjen Mucoraceae.   Inga underarter finns listade i Catalogue of Life.